# Vagyóczky Károly

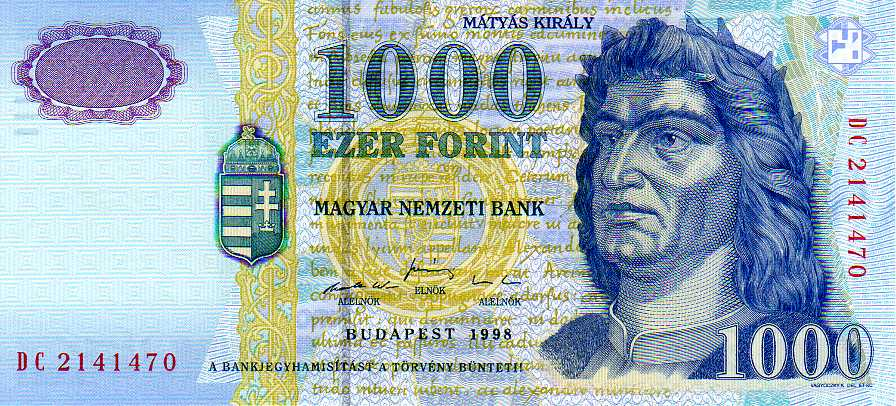
Hunyadi Mátyás arcképe az ezerforintoson, Vagyóczky Károly műve

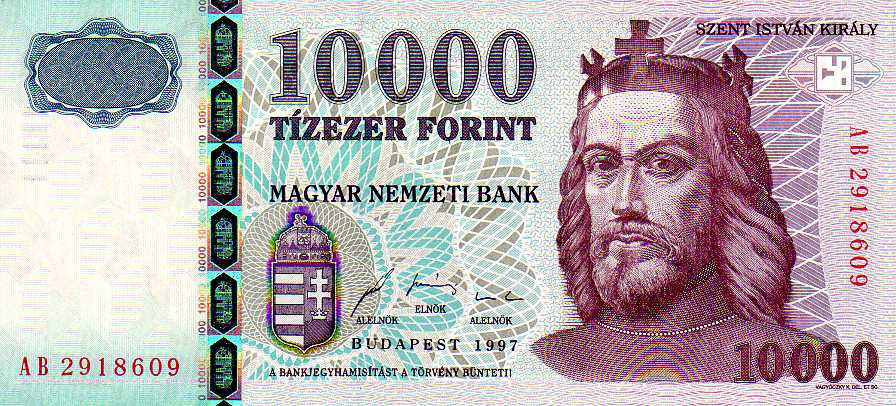
Szent István király arcképe a tízezerforintoson szintén Vagyóczky Károly műve

Vagyóczky Károly (Budapest, 1941. szeptember 21. –) magyar alkalmazott grafikus, bélyegtervező, számos forint bankjegy tervezője.

## Életpályája
Nyomdászcsaládból származik. A Képzőművészeti Főiskolát 1966-ban végezte el mint a Sokszorosító Grafika Tanszék növendéke. 1967-ben Derkovits-ösztöndíjas volt. 1978-tól a Pénzjegynyomda Művészeti Osztályának vezetője. Főleg sokszorosítógrafikával és alkalmazott grafikával foglalkozik: bankjegytervezés, bélyegtervezés, nyomtatványgrafika.
2011-ben megtervezte a Balatoni korona nevet viselő helyi pénzt (készpénzt helyettesítő utalványt).

## Díjai
- III. Grafikai Biennálé, aranyérem, Firenze;
- IV. Grafikai Biennálé IV. díja, Krakkó, 1972;
- Tótfalusi Kis Miklós-díj (1981);
- Az év legszebb bélyege;
- MABEOSZ-díjak;
- Nemzetközi Bélyegkiállítás grafikai aranyérme, Szófia (1982);
- Ferenczy Noémi-díj (2000)
- A Magyar Érdemrend tisztikeresztje (2021)
- Prima díj (2022)[3]

## Bélyegtervei
- Szabó Ervin emlékbélyeg, 1 Ft (1977)
- József Attila emlékbélyeg, 1 Ft (1980)
- Schönherz Zoltán emlékbélyeg, 1 Ft (1980)
- Kisfaludy Károly emlékbélyeg, 1 Ft (1980)
- Erdei Ferenc emlékbélyeg, 1 Ft (1980)
- Vágó Béla emlékbélyeg, 2 Ft (1981)
- Alpári Gyula emlékbélyeg, 2 Ft (1982)
- Száz éve született G. Dimitrov, emlékbélyeg, 2 Ft (1982)
- Bölöni György emlékbélyeg, 2 Ft (1982)
- Kodály blokk, 20 Ft (1982)
- Bélyegnap (sorozat, 2 érték) (1983)
- Bélyegnap blokk, 20 + 10 Ft (1983)
- A Nemzeti Színházért (blokk, 20 + 10 Ft) (1986)
- Nobel-díjas tudósok (sorozat, 6 érték) (1988)
- 100 éve született Nehru, emlékbélyeg, 3 Ft (1989)
- 40 éves a Magyar Filatélia Vállalat (emlékív) (1990)
- II. János Pál pápa magyarországi látogatása (emlékív)
- II. János Pál pápa magyarországi látogatása (blokk, 50 Ft) - 1991- év legszebb bélyege
- Bélyegnap - Eurofilex '92 (sorozat, 2 érték) (1992)
- Bélyegnap - Eurofilex '92 (blokk, 50 + 20 Ft) (1992)
- Magyar Posta emblémája (1 érték, 15 Ft)
- Deák Ferenc (blokk, 500 Ft)
- Széchenyi István emlékbélyeg, 12 Ft (1991)
- Bélyegnap (sorozat, 2 érték – Nagy Zoltán és Légrády Sándor; 1993)

## Kiállításai

### Egyéni kiállítások
- 1978 • Csók Galéria, Budapest
- 1979 • Galerie Mensch, Hamburg
- 1980 • Sziládi Galéria, Kiskunhalas
- 1981 • Helikon Galéria, Budapest
- 1984 • Orvostudományi Egyetem Galéria, Pécs
- 1998 • Bélyegmúzeum, Budapest
- 2013 Apátsági Galéria, Tihany

### Válogatott csoportos kiállítások
- 1968–1970 • Fiatal Képzőművészek Stúdiója Egyesület, Budapest
- 1968 • 11. Magyar Képzőművészeti kiállítás, Műcsarnok, Budapest
- 1969 • Europahaus, Bécs • V. Országos grafikai biennále, Miskolc • Mártír költők, Petőfi Irodalmi Múzeum, Budapest
- 1970 • Intergrafik, Berlin • Magyar Grafikai Kiállítás, G. D'Arte, Bologna
- 1971 • Új művek, Műcsarnok, Budapest • Vadászat Világkiállítás, Műcsarnok, Budapest
- 1972 • 4. Nemzetközi Grafikai Biennálé, Krakkó • III. Grafikai Biennálé, Firenze • I. Grafikai Biennálé, Wiener Secession, Bécs
- 1973 • Magyar Grafikai Kiállítás, Róma • VII. Országos grafikai biennále, Miskolc
- 1974 • 5. Nemzetközi Grafikai Biennále, Krakkó • Stúdió kiállítás, Dürer Terem, Budapest
- 1975 • Jubileumi Képzőművészeti kiállítás, Műcsarnok, Budapest • 16. Nyári Tárlat, Szeged • VIII. Országos grafikai biennále, Miskolc
- 1976 • 6. Nemzetközi Grafikai Biennále, Krakkó • Mai magyar grafika és kisplasztika, Magyar Nemzeti Galéria, Budapest
- 1977 • IX. Országos grafikai biennále, Miskolc
- 1985 • Kossuth Lajos Tudományegyetem, Debrecen
- 1987 • Bélyegtervezők Grafikai Kiállítása, Zágráb • XIV. Országos grafikai biennále, Miskolci Galéria, Miskolc.